# Lista de personagens de O Astro (2011)
Este anexo é uma lista de personagens da telenovela brasileira O Astro (2011), e exibida pela Rede Globo desde 12 de julho de 2011 no horário das 23h

## Galeria de fotos

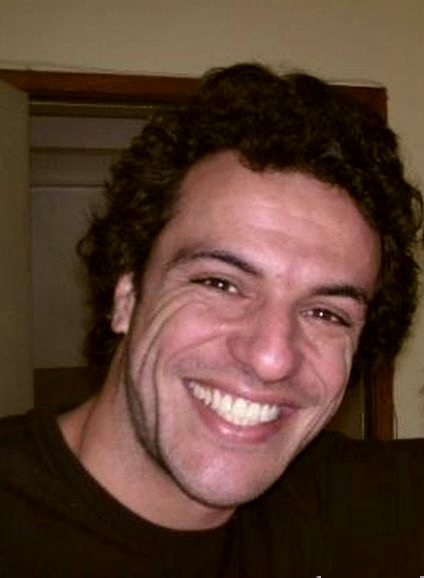
Rodrigo Lombardi como o protagonista Herculano Quintanilha
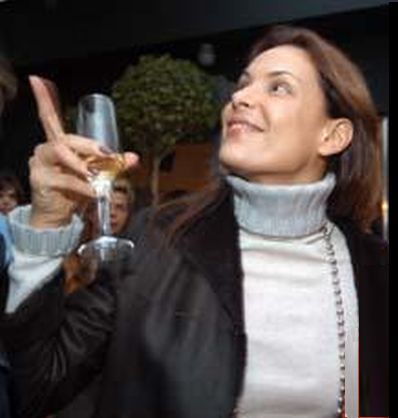
Carolina Ferraz como a protagonista Amanda Assunção
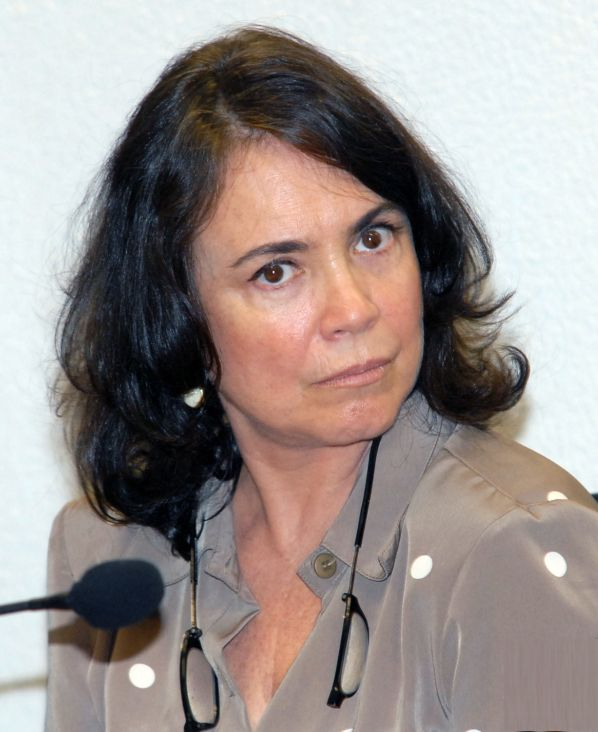
Regina Duarte como Clô Hayalla.
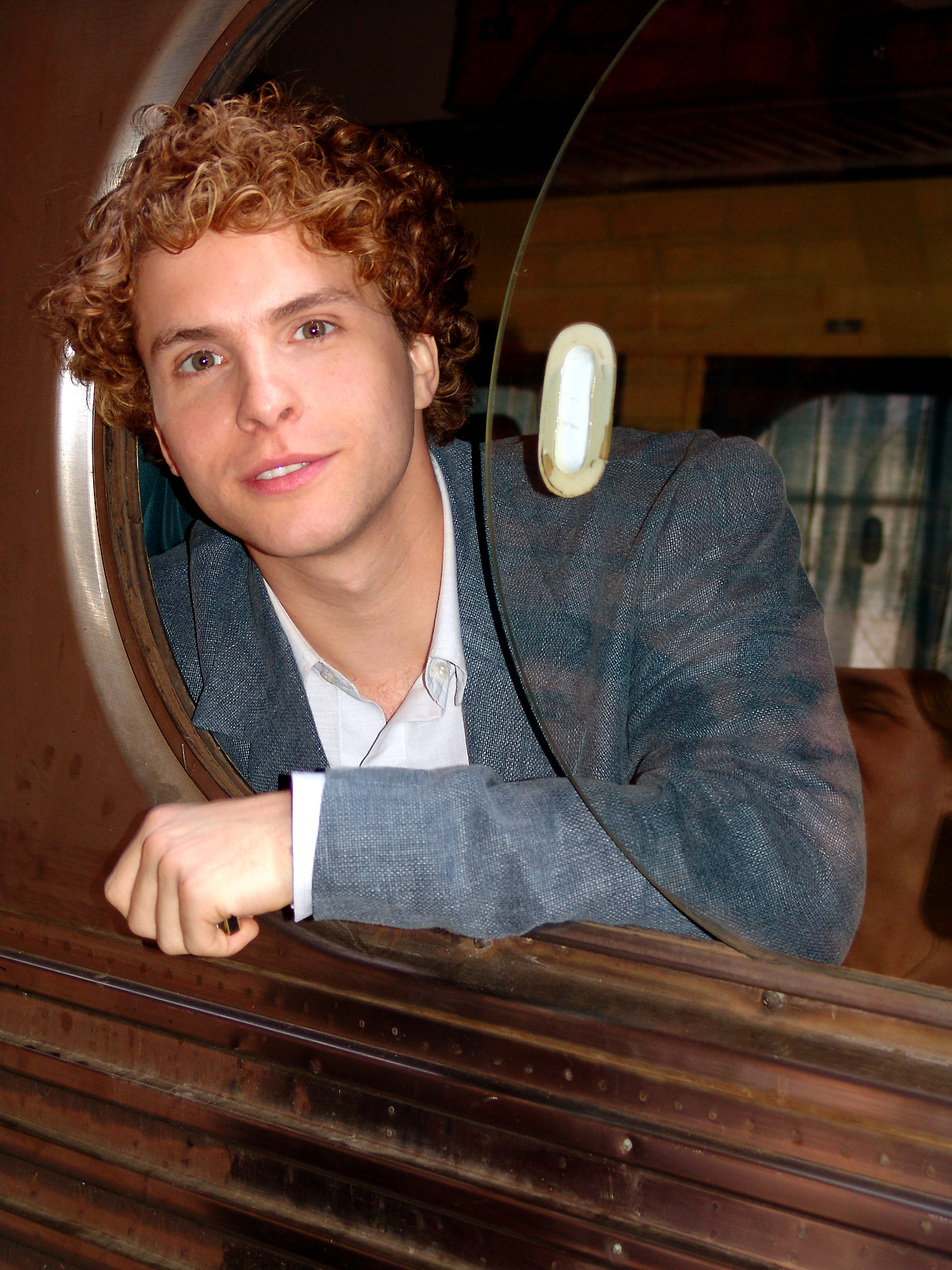
Thiago Fragoso como Márcio Hayalla
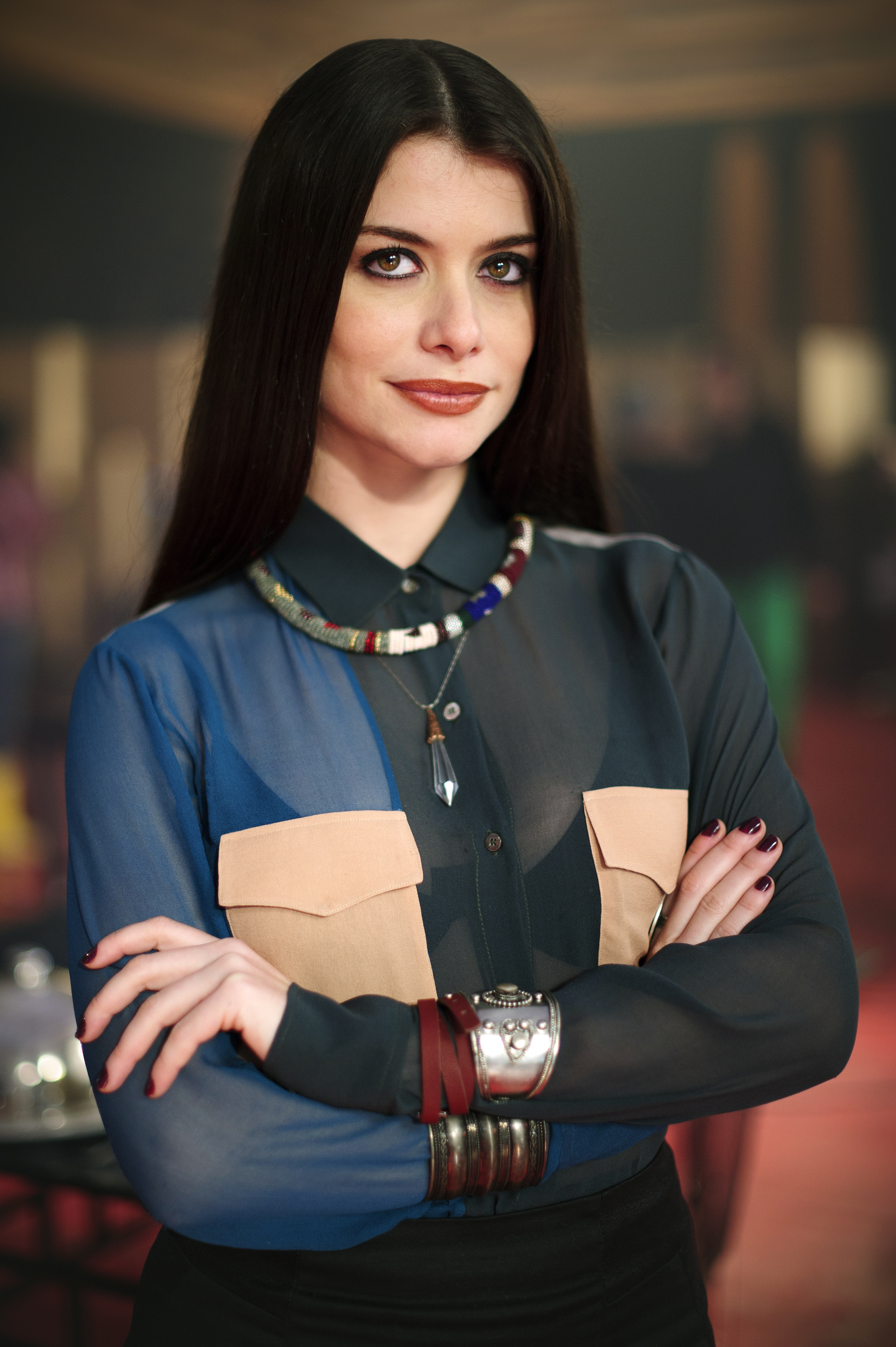
Alinne Moraes como Lili
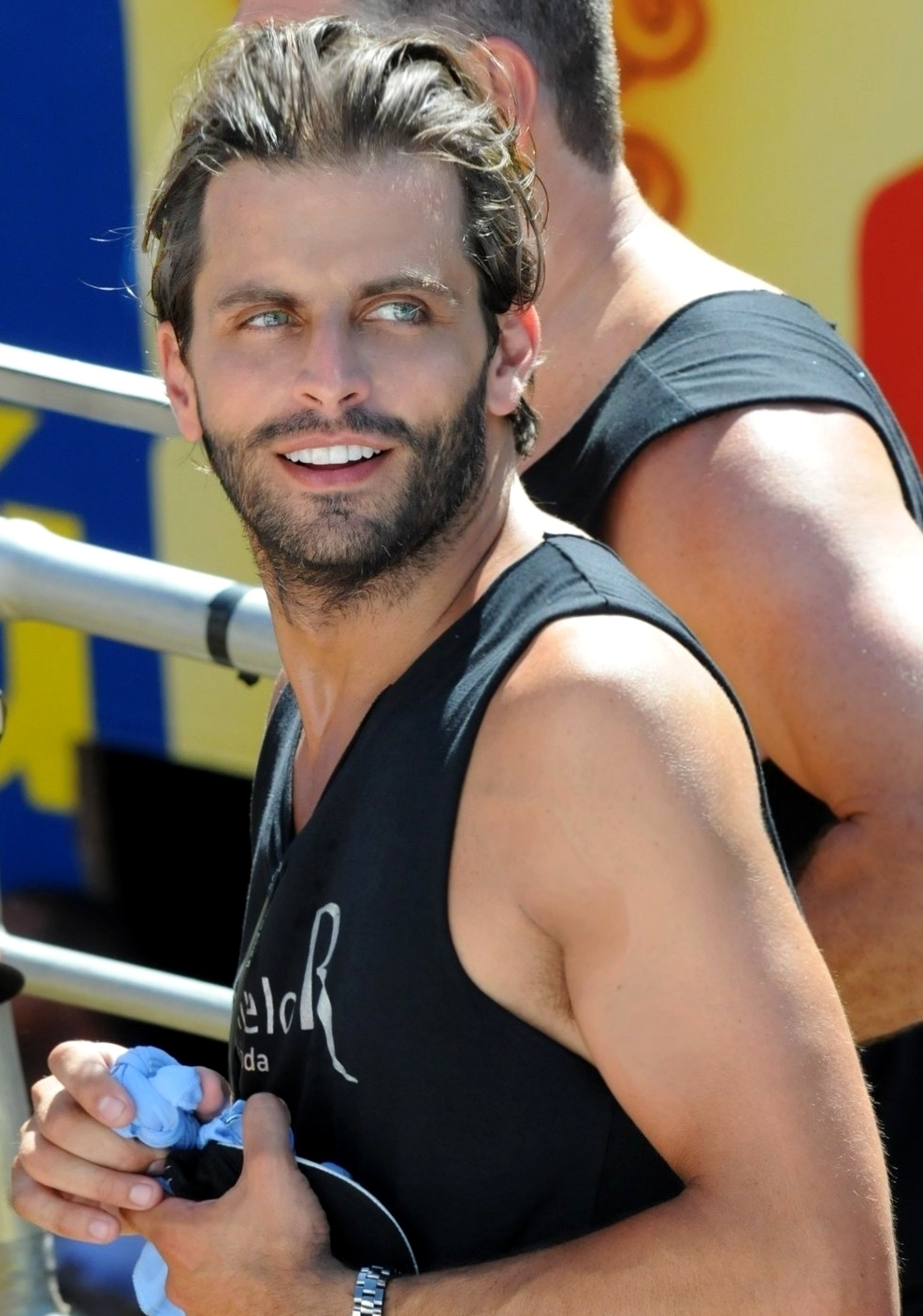
Henri Castelli como o vilão Felipe Cerqueira.

## Personagens

### Herculano Quintanilha(Rodrigo Lombardi)
Sedutor e carismático, passou a vida aplicando golpes nos outros, até ser enganado por seu melhor amigo Neco, e passou 8 anos na prisão, lá conheceu Ferragus, que lhe ensinou truques de magia e ilusionismo. Tem um filho com Doralice, chamado Alan. Depois de ser preso, estudou artes místicas e faz shows de magia como Professor Astro.

### Amanda Mello Assunção(Carolina Ferraz)
Filha de Adolfo Mello Assunção e irmã de Jôse. Linda, inteligente e culta. Arquiteta, é a responsável pelos projetos mais importantes da Construtora Mello Assunção, do seu pai. Sua vida muda radicalmente quando conhece Herculano Quintanilha.

### Clô (Clotilde) Hayalla(Regina Duarte)
Mulher de Salomão Hayalla e mãe de Márcio. O casamento foi arranjado entre as duas famílias. Vive às turras com o marido, se envolve com Felipe.

### Lili (Lilian) Paranhos(Alinne Moraes)
Linda e jovem, causa comoção por onde passa. De bem com a vida e sempre pronta a enfrentar qualquer dificuldade. Filha de Consolação e irmã de Laura, não suporta o cunhado, Neco.

### Márcio Hayalla(Thiago Fragoso)
Filho de Salomão e Clô, despreza o apego do pai ao dinheiro. Está sempre preocupado em ajudar os outros, e seu maior desejo é levar uma vida simples, mas feliz.

### Samir Hayalla(Marco Ricca)
principal vilão da trama, Irmão mais novo de Salomão e também o mais próximo do patriarca dos Hayallas. Inteligente, ambicioso e com faro aguçado para os negócios, planeja, um dia, tomar o lugar do irmão mais velho.

### Neco (Ernesto) Ramirez de Oliveira(Humberto Martins)
Ainda muito jovem, foi comparsa de Herculano Quintanilha em alguns golpes. Foi para o Rio de Janeiro e procurou mudar de vida, embora seu mau-caratismo nunca tenha desaparecido. Casou-se com Laura, com quem teve dois filhos: Nequinho e Kelly. Montou o Penha Fashion, um ajeitado salão de beleza.

### Felipe Cerqueira(Henri Castelli)
Filho de Cerqueira, gasta o dinheiro do pai e não faz nada da vida. Bonito, charmoso e esperto, está sempre cercado de amigos, entre eles, Henri.

### Joseane (Jôse) Mello Assunção(Fernanda Rodrigues)
Filha de Assunção e irmã mais nova de Amanda, que a criou depois da morte da mãe. Apaixonada por Márcio Hayalla desde criança.

### Beatriz(Guilhermina Guinle)
Bonita, inteligente e charmosa, trabalha no Grupo Hayalla. É a melhor amiga e grande confidente de Amanda.

### Natal (Natalino) Pimentel(Antônio Calloni)
Dono da casa noturna Kosmos, onde Herculano Quintanilha se apresenta. Sujeito simpático, boa-vida, amigo de todo mundo, mas que perde as estribeiras quando é provocado.

### Salomão Hayalla(Daniel Filho)
Imigrante libanês, construiu à base de muito trabalho o Grupo Hayalla. Casou-se com Clô, com quem tem um filho, Márcio. É um homem duro e ríspido, sem qualquer tato para questões afetivas, misteriosamente assasinado.

### Amin Hayalla(Tato Gabus Mendes)
Irmão de Salomão, Youssef e Samir. É casado com Jamile, com quem tem um filho, Aminzinho. Está sempre ocupado e não tem tempo para a família. Tem um caso com Sílvia.

### Jamile Hayalla(Carolina Kasting)
Mulher de Amin e mãe de Aminzinho. Triste e quieta, acata cegamente todas as ordens de Amin.

### Nádia Hayalla(Vera Zimmerman)
Esposa de Youssef. Inteligente e dissimulada, tenta fazer do marido um líder no Grupo Hayalla.

### Miriam(Mila Moreira)
Dona de um cassino clandestino, é namorada de Assunção. É uma mulher bonita, mas um pouco vulgar.

### Youssef Hayalla(José Rubens Chacá)
Irmão de Salomão e casado com Nádia. Não tem muito tato para os negócios, e é alvo de piadas dos irmãos.

### Sílvia(Bel Kutner)
Trabalha no Grupo Hayalla. Tem um caso com Amin, e insiste para que ele largue a esposa e fique com ela.

### Nelson Cerqueira(Celso Frateschi)
Um dos diretores da Construtora Signus e pai de Felipe. Muito amigo de Salomão, mantém uma boa relação com a família Hayalla.

### Consolação Paranhos(Selma Egrei)
Mãe de Lili e Laura. Foi abandonada pelo marido e criou as filhas sozinha, o que fez dela uma mulher sofrida, e muito amiga de Dona Dalva.

### Inácio(Pascoal da Conceição)
Copeiro da casa dos Hayallas. É um homem de formação refinada, pois foi copeiro de famílias elegantes dentro e fora do Brasil.

### Henri(João Baldasserine)
Cabeleireiro particular de Clô. Ambicioso e discreto, está sempre atento ao que acontece na casa dos Hayallas. Amigo de Felipe.

### Cleiton(Frank Menezes)
Funcionário do Salão Penha Fashion, vive trocando farpas com o patrão Neco. Amigo e confidente de Lili.

### Valéria(Ellen Roche)
Assistente de palco de Herculano nos shows do Professor Astro.

### Alan Quintanilha(Bernardo Marinho)
Filho de Herculano e Doralice. Vive em Bom Jesus do Rio Claro. Não tem contato com o pai, pois a mãe não permite.

### Laura Paranhos de Oliveira(Simone Soares)
Filha de Consolação e irmã de Lili. É casada com Neco, com quem tem dois filhos: Nequinho e Kelly.

### Dona Dalva(Maria Pompeu)
Avó de Natal, e muito amiga de Consolação

### Doralice Quintanilha(Marcela Muniz)
Mãe de Alan, que nasceu de um relacionamento com Herculano. Não o perdoa por ter abandonado o filho, e faz de tudo para os dois não se falarem mais.

### Ubiraci(Rodrigo Mendonça)
Amigo e comparsa de Neco. Trabalha no Salão Penha Fashion.

### Lourdinha(Lara Rodrigues)
Empregada da casa dos Hayallas. Não leva nada muito a sério, nem mesmo as ordens do copeiro Inácio.

### Nilza(Tuna Dwek)
Secretária de Amanda na Construtora Mello Assunção. Mulher discreta, excelente funcionária.

### Eustáquio(Daniel Dantas)
Delegado que investiga a morte de Salomão Hayalla.

### Elizabeth(Úrsula Corona)
Investiga a morte de Salomão Hayalla com Eustáquio.

### Pablo Banderas(Pablo Sanábio)
Funcionário do Salão Penha Fashion.

### Aminzinho(Amin) Hayalla Jr.(Jefferson Goulart)
Filho de Amin e Jamile. É um jovem hacker, fascinado por tecnologia e informática.

### Kelly Paranhos de Oliveira(Anna Luiza Mendonça)
Neta de Consolação, irmã de Nequinho, filha de Neco e Laura.

### Nequinho (Ernesto) Paranhos de Oliveira Jr.(Diego Kropotoff)
Filho mais velho de Neco e Laura, e irmão de Kelly

## Participações Especiais

### Adolfo Mello Assunção(Reginaldo Faria)
Pai de Amanda e Jôse, é dono da construtora Mello Assunção. Bon vivant e viciado em jogo, não dá atenção para os negócios. É um homem elegante e culto. Namora Miriam.

### Nina Moraes (Juliana Paes)
Nova secretária do Grupo Hayalla. Sua beleza atrai a atenção e inveja de seus colegas de trabalho. Se encanta por Herculano e o Astro se sente atraído pela moça.

### Magda Sampaio(Rosamaria Murtinho)
Tia de Clô. Solteira, foi viver com a família Hayalla. Mulher bondosa, mas firme quando precisa ser

### Ferragus(Francisco Cuoco)
Um velho homem que já está preso há quinze anos. É quem ensina a Herculano os segredos do ilusionismo, da magia, e os fundamentos teóricos da astrologia e do tarô.

### Sr. Zhang(David Y. W. Pond)
Executivo da Xangai Building.

### Frei Laurindo(Sérgio Mamberti)
Padre de Bom Jesus do Rio Claro.